# Multiversidad (serie limitada)
Multiversidad o también conocido como El Multiverso (The Multiversity o Multiversity en inglés), fue un cómic publicado en forma de serie limitada en formatos de historias diferentes en un solo tomo cada uno, historia que fue desarrollada por el escritor de cómics Grant Morrison, que relata algunas historias alternativas relacionados al Multiverso DC como parte de los nuevos 52, en donde compartieron una colección sobre las historias alternativas que ocurren en otros universos diferentes a lo que ocurre tradicionalmente a las publicaciones regulares de DC Comics. Estos 9 tomos en formato de historia única (One-shot) además de contar con la escritura de Grant Morrison, contarán con el arte de diferentes dibujantes. Multiversidad se publicó entre agosto de 2014 y abril de 2015. Se espera que la miniserie tenga una secuela en el futuro.

## Antecedentes y Trasfondo de la Historia
Entre los antecedentes que inspira a esta nueva serie y, con la celebración del aniversario del crossover la "Crisis en las Tierras Infinitas", historia en la cual se contaba con la destrucción del multiverso original, el cual fue destruido en una historia de doce partes entre 1985 y 1986, en dicha historia 5 universos se ha´bian fusionado en un único y nuevo universo, lo cual hasta 2005 fue la continuidad del Universo DC; con el tiempo, con los crossovers de Crisis Infinita y 52 y Crisis Final se trajo de vuelta el multiverso. El autor de la serie limitada publicada entre 1998 y 1999, The Kingdom, de Mark Waid, quien había introducido el concepto denominado hipertiempo (que también fue cocreada dicha serie con Grant Morrison), en la cual, se relata sobre la construcción de una línea temporal superdimensional que permitía que todas las publicaciones de la editorial pudieran en algún punto tomar el canon de la continuidad en alguna parte del tiempo, ya sea desde el pasado, presente o futuro. El concepto del hipertiempo, aunque fue utilizó dicho concepto con muy poca frecuencia, se convirtió aun así en un reemplazo y la principal explicación de las múltiples líneas de tiempo de las demás historias que DC había publicado a lo largo de los años. Como se mencionó anteriormente la serie crossover limitada "Crisis Infinita" (publicado entre 2005 y 2006), se daba explicación al resurgimiento del multiverso cuando se dio la explicación que los sobrevivientes de la primera crisis, entre los cuales se encontraba Alexander Luthor Jr. de Tierra Tres, Superboy Prime de Tierra Prima, y Kal-L de Tierra Dos (que pudieron sobrevivir en una dimensión alternativa) habían intentado recrear un mundo perfecto para reemplazar al actual Universo DC, en la cual Alexander Luthor intentó recrear el multiverso al recrear el proceso que conllevó la fusión y destrucción de los mundos que alguna vez había existido en el multiverso DC o que habían sido presentados como publicaciones denominados "Elseworlds". Luthor fracasó debido a la intervención de los héroes del universo volviendo a alterar de forma inadvertida la historia del Universo DC. Antes de la publicación de Crisis Infinita, el editor de DC Dan Didio reveló que el hipertiempo ya no existe en la continuidad del Universo DC.
Tras la publicación de "Crisis Infinita", con la publicación de la maxi-serie limitada 52 (publicada entre 2006 y 2007) revelaría que Multiverso que intentó recrear Alexander Luhtor todavía existe, pero que restaurado en 52 universos alternativos. Grant Morrison mencionaría después en una entrevista que el regreso del multiverso pretendía poner en marcha una nueva serie de nuevas franquicias, explicando lo siguiente:

"Las tierras paralelas que se ven en la edición #52 de la serie "52" no son las versiones conocidas a la anterior crisis. Si ustedes piensan que ustedes las reconocen y sabe que cualquiera de estos mundos son los de antes, podrían estar equivocados. Todos queríamos hacer algo nuevo con las múltiples tierras paralelas, así que lo que ya describió en "52" no es más que la punta del iceberg -ya que cada mundo paralelo ya tiene su propia gran nueva historia de fondo y con sus propios personajes y cada una básicamente, podría constituir las bases para una completa nueva línea de historietas. Si te gusta la dinámica las historias de la continuidad de Nueva Tierra, podrías ver a Mary Marvel convertirse al lado oscuro o como ver su falda se hace más corta y más corta, o como ustedes pueden comprar la línea de historietas de Tierra 5 con versiones más emblemáticas de la Familia Marvel. Si olvidamos a Victor Sage como La pregunta, podrían ser capaces de seguir las aventuras de la contraparte de Victor en la Tierra Charlton/Watchmen (Tierra 4).

La idea detrás de este megaverso ha sido crear básicamente una gran serie de nuevas oportunidades para convertirse en franquicia. Es como si fuesen empresas y varios de estos universos serían diferentes cómics en una sola clasificación, por lo que como les digo, no puede haber sido un solo cómic o toda una línea de cómics que giran fuera de la continuidad de Nueva Tierra (por lo que tome esa decisión sobre esa particular renovación, así pues puedo decir que el concepto original por ejemplo sobre los combatientes de la libertad en un mundo en el que los nazis ganaron II Guerra Mundial y que ha sido reconsiderado en gran medida, al ser ampliada e intensificada en algo más un poco con un toque wagneriano y apocalíptico y más adulto). Así es como me gustaría este megaverso que se llevará a cabo a medida vayamos avanzando. Y no habrá cruces! Ya que cada uno de los universos paralelos deberá existir en su propia continuidad separada, sin contacto entre los demás- no hasta que tengamos una historia digna de poderlas juntarl".

Grant Morrison.

Entre 2007 y 2008, como seguimiento a la serie 52 y material para crosover para el vento conocido como "Crisis Final", otra serie semanal comenzó a publicarse,"Cuenta a Atrás" (posteriormente retitulada como "Cuenta a Atrás para la Crisis Final" ) y varios títulos spin-off que fueron presentados para retratar a este nuevo multiverso. El multiverso por fin tendría protagonismo "Crisis Final" (serie crossover limitada publicada entre 2008 a 2009), donde un equipo de supermanes y demás héroes de todo el multiverso se unen para derrotar a un malévolo monitor, llamado Mandrakk/Dax Novu. La serie presenta a un nuevo Superman proveniente de Tierra 23, llamado Calvin Ellis, donde él es el presidente de los Estados Unidos. Grant Morrison dijo que se basó en el presidente Barack Obama. COn el reinicio de la continuidad con Los Nuevos 52, este personaje aparecería más adelante en el Action Comics # 9 (julio de 2012) y Morrison lo planea utilizar para ser uno de sus personajes centrales de Multiversidad. "Crisis Final" fue descrita por el editor Dan Didio como el final de una trilogía de historias sobre el multiverso, describiendo cada crisis: "La muerte del multiverso, el renacimiento del multiverso, y ahora la última historia sobre el multiverso"
Cuando se le preguntó acerca de su futuro papel en la expansión del multiverso tras "Crisis Final", Morrison dijo:

"Yo estoy haciendo primeras etapas en la elaboración de un nuevo material para una serie sobre el multiverso, pero quiero pasar mucho tiempo para llegar exactamente momento adecuado, por lo que actualmente no existe un plazo y yo no anticipo nada de esto que saldrá hasta el 2010".

 Morrison revelaría más tarde que él ha estado trabajando en una nueva serie establecida en Tierra 4, con los personajes de Charlton Comics como protagonistas, pero a la vez inspirado por el cómic de Alan Moore "Watchmen".
En la revista Wizard #212 (abril de 2009), Morrison amplió más sobre su proyecto "Multiversidad", inicialmente como anteriormente se mencionaba, este tenía su intención de publicarla en 2010. Morrison afirmó en su momento que dicha serie "recogería un manojo de historias que quedaron algo inconclusas de las series "52" y "Crisis Final". Señaló que su trabajo "son 7 números" con una única historia diferente (o sea, cada tomo en formato de una solo tomo "One Shot") retratando tan sólo siete universos paralelos diferentes, donde "todos se enlazarán juntos como una serie de siete historias que reinventarán la relación entre el Universo DC y el multiverso DC".
Morrison dio más detalles a Jeffrey Renaud de Comic Book Resources, explicando que el razonamiento que hay detrás del proyecto es:

"La idea era hacer siete cómics con historias que serán publicadas con la numeración #1 para siete equipos diferentes en siete tierras diferentes. Cada una de ellas sería como una biblia para lo que potencialmente podría ser una línea de comic entero para cada una de estas Tierras."

En un principio, los coautores de 52 (Geoff Johns, Mark Waid y Greg Rucka) le habrían dado una mano al proyecto.
En 2010, se reveló que los colaboradores frecuentes de Morrison Cameron Stewart y Frank Quitely fueron en su momento, los únicos artistas elegidos para "Multiversidad". Quitely ilustraría la primera historia, denominada Pax Americana, con la reelaboración de Morrison de los personajes de Charlton, en Tierra-4. Stewart se encargaría de Thunderworld, centrado en el Shazam! de Tierra 5. El Artista Frazer Irving afirmó que Morrison le había "reservado una pequeña parte de mi alma" para hacer el trabajo de Multiversidad.
En 2011, finalmente DC Comics había anunciado que toda su línea de publicaciones se cancelaría después de los eventos de la serie limitada "Flashpoint" de 2011, que condujo a un reinicio de la continuidad del Universo DC conocido como los nuevos 52. Con el final de Flashpoint #5 (septiembre de 2011) mostró a tres universos distintos del Multiverso (el Universo WildStorm, Vertigo y el Universo DC) fundiéndose en un solo universo, designado ahora como "Tierra Prime". Dan Didio aclararía después que todavía hay un multiverso, pero no dio detalles sobre cómo este ha sido cambiado y sugirió que Multiversidad podría proporcionar algunas de estas respuestas.
 Morrison reveló más tarde que Multiversidad no estaría lista hasta el 2012, y señaló que Quitely que apenas había empezado a trabajar hasta ahora en el proyecto su propia parte de la historia. Morrison también dio por entonces el número definitivo de tomos de la serie, en un total de 9 números de un solo tomo (one-shots), donde dos de los cómics tienen como fines junto con los otros 7 números centrados en una historia propia para cada universo diferente. Con su descripción, Morrison mencionó que la Multiversidad tendrá como la misma sensación que tuvo con su trabajo en Seven Soldiers que publicó en 2005.
En septiembre de 2012, en la MorrisonCon, DC Entertainment confirmaría oficialmente Multiversidad, dando a la serie con fecha para ser publicada a finales de 2013. También se reveló que la serie contaría con 8 one-shots, cada uno de 38 páginas, junto con una historia adicional de 8 páginas. Morrison también confirmó que Multiversidad no se había visto afectada por cualquier cosa de los sucesos de los nuevos 52, pero aún contarían como parte de una especie de "ola" de las tandas de publicaciones del "Universo DC que se han venido ejecutando", y que los nuevos 52 encajarían "perfectamente en el esquema sin hacer ningún daño a la continuidad de estas historias y la del mismo Universo DC".
En febrero de 2013, Morrison declaró que había creado un libro guía para el Multiverso DC, en donde incorporaba a los 52 universos alternativos, que otros autores trabajaron fuera de su tiempo al trabajar con el concepto del multiverso. El libro guía será incluido en Multiversidad, conteniendo mapas y planos sobre el Multiverso DC.

## Historia sobre la publicación
En abril de 2014, Multiversidad finalmente fue anunciada de manera oficial para iniciar su publicación mensual desde agosto de 2014. El anuncio también reveló más artistas entrarían a la serie, incluyendo a Chris Sprouse, Karl Story, Ben Oliver, Frank Quitely, Cameron Stewart, Ivan Reis y Joe Prado. En mayo de 2014, la primera edición fue solicitada oficialmente por DC Comics, con el arte de Ivan Reis y Joe Prado.
En julio de 2014, durante la San Diego Comic-Con International 2014, DC Comics celebró un panel titulado "La entrada a Multiversidad", donde los panelistas, Grant Morrison, Cameron Stewart, y el editor Eddie Berganza presentaron lo que será la serie. Unos carteles ofrecidos durante la convención mostraron un mapa del Multiverso, diseñado por Morrison y Rian Hughes que le entregaron a los asistentes del panel. DC más tarde incluyó una versión del mapa más resumida en la sección de las páginas finales de cada historieta mensual en la sección conocida como "Canal 52"en las historietas que salieron a la venta el 28 de julio de 2014.

## Estructura
La serie contó con 8 tomos únicos (Cada tomo serán numerados como #1 o sea, una historia diferente sin continuidad entre los tomos entre sí, lo que comúnmente denominan en inglés como One-Shot), con dos de ellos con historias adicionales. Las historias adicionales, funcionarán como una historia que se contará en dos partes, que Morrison describe como una historia "de 80 páginas super gigante superespectacular de una historia publicada por DC". Con cada tomo único que se desarrolla en un universo diferente, cada publicación también contará con diferentes formas de venta comercial, portadas y un enfoque de narración diferente, Morrison explica que "cada aspecto de cada cómic, y como se trata de un mundo paralelo diferente, por lo que son se planean como mundos diferentes".
Morrison declaró que cuando se vaya desarrollando la serie, se tuvo que pensar en una manera para que cada universo que serán ilustrados pudiesen comunicarse entre sí, y que de alguna manera presentase el mismo ejemplo que sucedió en la historia de En "El Flash de dos mundos" la famosa historia de cruce en The Flash #123, donde se documentó las aventuras de la Edad de Oro de Flash Jay Garrick de Tierra 2, como una historieta presente en Tierra 1. Con la incorporación de este elemento en Multiversidad, Morrison declaró: "para los que están leyendo las aventuras de número, que si hay de alguna manera surge momentáneamente una gran emergencia real, se puedan comunicar utilizando dichos cómics. Así que cada mundo tiene un cómic del mundo paralelo como su propia contraparte, donde estos toman las pistas se´gun el desastre que se presente y de como van darse a su manera, y que todos ellos tienen que empezar básicamente comunicándose usando escritores y artistas ficticios de sus mundos, así es como yo lo defino". Morrison explicó además cómo se utilizará el argumento necesario para crear una historia coherente: "es casi como una competencia o de una competencia de relevos donde cada uno de estos mundos pueden leerse un libro de historietas en las cuales muestran como se publicaron en sus respectivos mundos, pero que cuenta las aventuras del mundo paralelo vecino. Los personajes son en realidad la lectura de sus propias series, a parte de los mismos lectores".

## Sinopsis
Multiversidad fue una historia sobre el multiverso siendo invadido por destructores demoníacas conocidos como Los Gentry, que inicias una "Batalla por toda la creación."

### Multiversidad, La casa de los héroes
El primer tomo único (one-shot), ilustrado por Ivan Reis, Joe Prado y Nei Ruffino, Multiversidad inicia en Tierra 23, donde presenta la historia de Calvin Elvis, Presidente de los Estados Unidos y es el Superman de Tierra 23. Morrison describe a Multiversidad la historieta como un gran equipo, con personajes de todo el multiverso DC, dicho equipo prevé "por el bienestar de todo el multiverso y estando situado en su contexto central en un lugar llamado La Multiversidad" Morrison compara al equipo a una especie de Liga de la Justicia del Multiverso. Además, este equipo incluirá a personajes como al Capitán Zanahoria y Thunderer, una versión aborigen del personaje emblemático de Marvel Comics Thor. Este tomo se publicó en agosto de 2014.

### La Sociedad de Superhéroes: Conquistadores del Contra-Mundo
El segundo tomo único (one-shot), ilustrado por Chris Sprouse y Karl Histy, se denomina La Sociedad de Superhéroes: Conquistadores del Contra-Mundo  cuenta la historia de un equipo denominado La Sociedad de Superhéroes ("S.O.S."), en la Tierra-20. La Sociedad de superhéroes es un pastiche de la Sociedad de la Justicia de América, dirigida por Doc. Fate (contraparte del Dr. Fate), que había aparecido previamente en Superman Beyond, Morrison lo describe como "un pespecie de personaje pulp mezclado entre Doc Savage y el Dr. Fate. Doc Fate se une a su vez con Mighty Atom, Inmortal Man, Lady Blackhawk y sus Blackhawks y una versión de Abin Sur, el Linterna Verde de este mundo. ¡Siendo una versión del mundo retro de 1940!. Como digo, es un pastiche que toma a cada uno de los superhéroes conocidos", junto con otros que han sido recreados "como primitivos personajes de celulosa". Morrison describió que esta tierra, apenas tiene una población de "2.000 mil millones de personas, a pesar de que es 2012. No ha sido cualquier clase de guerra como la Segunda Guerra Mundial", Este tomo será publicado en septiembre de 2014.

### El Justo: #mitierra
El tomo único (one-shot), ilustrado por Ben Oliver, El Justo ofrece un mundo el manto de aquellos personajes del Universo DC que heredaron el manto de sus padres y son los hijos de los superhéroes, situada en Tierra 16, muestra una historia sobre Connor Hawke y super-hijos, en el cual "trata una historia en la que los chicos No son realmente los principales héroes sino que hay toda una nueva generación de héroes. Este tipo de personajes son objeto de los medios de comunicación como si fuesen estrellas de reality Shows" Morrison los describe como "los hijos de los superhéroes, donde entre los que destacamos al hijo de Superman, al hijo de Batman, etc., y que existen en un mundo donde tienen habilidades increíbles, pero la generación anterior lograron acabar con todos los problemas mundiales, y que habían dado paso a una utopía, por lo que en realidad no tienen ninguna idea de como afrontar nuevos desafíos, pero que están muy contentos con el mundo tal como es". Morrison cita a estos personajes como inspiración el reality show de MTV The Hills como su inspiración para El Justo. Morrison describió la idea como "¿Qué pasa cuando tus padres arreglan todo? Superman, Batman y Wonder Woman se fijan que todo aquellas cosas que los chicos no tienen nada que hacer" en lugar de recurrir a la recreación de sus batallas, "estos chicos, se visten como sus padres y mentores, pero nunca han luchado en un combate real contra criminales, y amenazas reales". Morrison había conceptualizado originalmente un cuento sobre los "Super-Hijos" como parte de su serie limitada All-Star Superman, donde Superman y Batman habían eliminado cualquier crimen y amenaza potencial en el mundo, señalando: "Un día, yo podría llegar a ellos o alguna versión de ellos. Hay un poco de eso en la serie "Multiversidad" que estoy haciendo". Morrison originalmente designó este universo como Tierra 11. El tomo único se publicará en octubre de 2014.

### Pax Americana: En lo que creíamos que era
El cuarto tomo único (one-shot), ilustrado por Frank Quitely, Pax Americana se lleva a cabo en Tierra 4 y cuenta con los personajes de la Charlton Comics. Ha sido descrito por Morrison como "si Alan Moore y Dave Gibbons hubiesen lanzado Watchmen en este momento, enraizada en un paisaje político contemporáneo". En lugar del foco de la Guerra Fría como sucedió en Watchmen, el enfoque de este título será el terrorismo internacional y la conspiración en un mundo de superhéroes. La historia será contada en una viñeta cuadricular de 8 paneles, similares a los que se utilizó en la historieta Watchmen, cuyo diseño fue el uso de una viñeta cuadrícular de 9 paneles. La historia se basa en la armonía musical, ya que cada de los mundos del Multiverso vibra con frecuencia diferente, y Quitely explica además, " que la música y la vibración... estas vibraciones musicales, sobre todo la octava, el ocho es como un motivo repetido, dando la sensación de la creación de patrones de liderar una mirada a cada página de una manera específica." Morrison describe que Pax Amaricana es como Ciudadano Kane. El Capitán Atom de este universo había sido indtroducido en "Crisis Final", y que este es la contraparte de este mundo de Superman. Morrison describe a La Pregunta como un personaje "al estilo de Rorschach, pero absolutamente nada que ver como Rorschach". El Peacemaker es descrito como una buena persona, pero que resulta asesinando al presidente de los Estados Unidos. La historia gira en torno a un asesinato, y unos personajes fracasados que en parte se basan en personajes de Charlton. Fue publicado en noviembre de 2014.

### Aventuras del Thunderworld: El Capitán Marvel y el día que nunca existió!
El quinto tomo único (one-shot), ilustrado por Cameron Stewart, Thunderbwold tiene lugar en Tierra 5 y cuenta con los personajes de la Familia Marvel. Morrison describió esta historieta como "una clásica historieta sobre Shazam!, pero se narra de una manera parecida a una historia de una película Pixar, o como lo hicimos en All-Star Superman. Este tomo captura el espíritu de esos personajes sin ser nostálgicos o fuera de su tiempo". Morrison señala como su "intento de ver si usted puede conseguir una nota clara sobre el Capitán Marvel, sin ninguna historia irónica y acaparar sus historias y simplemente hacer que esta funcione para todos. Es como un mito, es más bien un puro y pequeño cuento popular". Fue publicado en diciembre de 2014.

### Libro Guia del Multiverso
Un Tomo único será publicado en 2015 sobre la guía del multiverso, será publicado en enero de 2015.

### Los Mastermen
El sexto tomo único (one-shot), Los Mastermen tiene su universo paralelo ubicado en Tierra 10, en el año de 1956 y cuenta con los personajes la editorial Quality Comics, como son los Combatientes de la Libertad y versiones nazis de varios superhéroes del Universo DC. El concepto es tomado con base a la antigua Tierra X, un universo donde la Alemania nazi ganó la Segunda Guerra Mundial, y que aparece en las historias previas a la "Crisis en las Tierras Infinitas". Morrison señala que en este tomo único como una "gran historia oscura con influencia Shakespeareana". Los miembros de los Combatientes de la Libertad de este mundo incluirán a una versión judía de Doll Man, una versión homosexual de Rayo, y a un africano Cóndor Negro, y a los demás miembros de este universo también son representados por grupos perseguidos por nazis, como son los Testigos de Jehová. El Superman de este mundo aterrizó en la Tierra en 1938, en una región nazi y fue criado por Adolf Hitler. La historia se desarrolla en torno a una utopía construida por este Superman de este mundo después de que él se diese cuenta sobre la naturaleza perversa de Hitler, y este Superman (que en este mundo se llama Overman) que el "sabe que toda su sociedad, aunque parezca utópica, fue construida sobre los huesos de los muertos. En última instancia ve que esto es totalmente incorrecta, por lo tanto, tiene que ser destruida". El tomo será publicado en febrero de 2014

### Ultraa Comics
El séptimo y último tomo único (one-shot), denominado Ultraa Comics, tiene lugar en Tierra Prima (que a diferencia del denominado mundo de Los Nuevos 52 también denominado Tierra Prime no es más que un universo alterno que refleja al mundo real y no tiene nada que ver con el propio Universo DC más que ser su contraparte), donde este es una representación ficticia del mundo real. Cuenta con su superhéroe llamado Ultraa, quizá el primer y único superhéroe de Tierra Prima. Morrison describe este cómic como "lo más avanzado que he hecho nunca. Estoy muy entusiasmado con este tomo final. Es simplemente tomar algo que se solía hacer en los cómics y los títulos y que no hacen más que convertirlo en una técnica, un arma, pero más allá de eso no quiero decir más. Es un libro de historietas embrujado, en realidad, es la cosa más aterradora que nadie nunca va poder leer jamás. De hecho, será perseguido, si llegas a leer esto, te convertirás alguien poseído". Será publicado en marzo de 2014

### Multiversidad Parte 2
El noveno y último capítulo, ilustrado por Ivan Reis y Joe Prado, Multiversidad #2 cuenta la batalla final contra la Gentry, así como una historia donde tendrá centralizada una aventura de la "Liga Mística de la Justicia" de Tierra-13. Será publicado en abril de 2015.

## El Futuro delMultiverso DCdeLos Nuevos 52
Sobre el futuro del multiverso DC, Morrison explicó: "cada uno de los tomos y sus respectivas historias también puede establecer una serie potencial. Usted podría hacer una serie de historietas sobre el multiverso DC después de esto. Todos ellos están diseñados para ser una historia completamente potencial como serie mensual regular, además de ser autónoma. Ha sido un reto contar este tipo de historias, pero la idea es establecer la materia para el desarrollo de esta materia. No necesariamente por mí, sino por DC Comics en alguna forma"